# FEI Nations Cup 2015 (Dressurreiten)
Der FEI Nations Cup 2015 im Dressurreiten (2015 FEI Nations Cup Dressage) war die dritte Saison des Nations Cups der Dressurreiter.

## Ablauf der Turnierserie
Auch in der dritten Saison änderte sich das Programm der Turnierserie: die norwegische Etappe in Norwegen verschwand nach nur einem Jahr wieder aus dem Programm. Im Gegenzug kam die Falsterbo Horse Show hinzu, die von 2010 bis 2014 zugunsten der World Dressage Masters auf die Durchführung des schwedischen Nationenpreises verzichtet hatte. Der deutsche Dressurnationenpreis wechselte im Jahr 2015 einmalig seinen Austragungsort und wurde im Rahmen des CDIO Hagen durchgeführt.
Die Turniere waren erneut als CDIO 3* oder CDIO 5* ausgeschrieben. Da es sich auch bei der dritten Saison noch um eine Pilotsaison handelte, unterschied sich der Modus der Etappen. Als Wertungsprüfung galten bei den europäischen Stationen der Grand Prix de Dressage alleine oder in Kombination mit Grand Prix Spécial und/oder Grand Prix Kür. Beim nordamerikanischen Nationenpreisturnier wurde ein komplett abweichender Modus angewandt.
Die Turniere fanden im Zeitraum vom 4. März bis 19. Juli 2015 statt. Die Punktevergabe erfolgte anhand der Platzierung, bei CDIO 5*-Turnieren wurden mehr Wertungspunkte vergeben als bei 3*-Turnieren.

## Die Prüfungen

### 1. Prüfung: Frankreich
Der Auftakt zur Saison 2015 fand im südfranzösischen Vidauban statt. Auf der Anlage der Dressur- und vormaligen Springreiterin Bernadette Brune wurde die französische Etappe, ein CDIO 3*, ausgetragen. Das Turnier fand vom 4. bis 8. März und damit erneut eine Woche vor dem World Dressage Masters-Turnier an selber Stelle statt.
Im Nationenpreis waren fünf Mannschaften am Start, wobei die Nationen mehrheitlich nicht ihre stärksten Reiter entsandt hatten. Für den Nationenpreis zählt eine Addition der Ergebnisse aus Grand Prix und Grand Prix Spécial. Es siegte die deutsche Equipe, für die auch die Hausherrin mit ihrem Hengst Spirit of the Age OLD am Start war.
|            | Mannschaft  | Reiter               | Pferde                | Prozent    | Prozent  | Prozent | Wertungs- punkte |
| Grand Prix | Mannschaft  | Reiter               | Pferde                | GP Spécial | Gesamt   |         | Wertungs- punkte |
| ---------- | ----------- | -------------------- | --------------------- | ---------- | -------- | ------- | ---------------- |
| 1          | Deutschland | Victoria Michalke    | Dance On OLD          | 69,460     | 69,765   |         |                  |
| 1          | Deutschland | Thomas Wagner        | Amoricello            | (68,460)   | 72,667   |         |                  |
| 1          | Deutschland | Sanneke Rothenberger | Wolke Sieben          | 68,520     | (69,490) |         |                  |
| 1          | Deutschland | Bernadette Brune     | Spirit of the Age OLD | 69,340     | 70,804   |         |                  |
| 1          | Deutschland |                      |                       | 207,320    | 213,236  | 420,556 | 10               |
| 2          | Frankreich  | Sarah Casanova       | Ulan                  | (66,440)   | (66,078) |         |                  |
| 2          | Frankreich  | Bertrand Liegard     | Star Wars             | 69,040     | 71,333   |         |                  |
| 2          | Frankreich  | Alexandre Ayache     | Lights of Londonderry | 69,080     | 69,393   |         |                  |
| 2          | Frankreich  | Stephanie Brieussel  | Amorak                | 66,680     | 68,451   |         |                  |
| 2          | Frankreich  |                      |                       | 204,800    | 209,177  | 413,977 | 8                |
| 3          | Niederlande | Lynne Maas           | Zamora                | 67,100     | 67,608   |         |                  |
| 3          | Niederlande | Dominique Filion     | Wenicienta            | 70,020     | 72,235   |         |                  |
| 3          | Niederlande | Laurens van Lieren   | Ulysses La Haya       | 68,600     | 67,137   |         |                  |
| 3          | Niederlande |                      |                       | 205,720    | 206,980  | 412,700 | 7                |
| 4          | Italien     | Micol Rustignoli     | Corallo Nero          | 66,920     | 66,000   |         |                  |
| 4          | Italien     | Ester Soldi          | Harmonia              | 64,540     | 64,176   |         |                  |
| 4          | Italien     | Leonardo Tiozzo      | Randon                | 67,960     | 68,020   |         |                  |
| 4          | Italien     |                      |                       | 199,420    | 198,196  | 397,616 | 6                |
| 5          | Russland    | Larissa Buschina     | Ju Ju                 | 65,960     | 63,922   |         |                  |
| 5          | Russland    | Tatjana Dorofeewa    | Upperville            | 67,360     | 67,510   |         |                  |
| 5          | Russland    | Tatjana Milosserdowa | Awakening             | 67,420     | 65,294   |         |                  |
| 5          | Russland    |                      |                       | 200,740    | 196,726  | 397,466 | 5                |

(Ausgeklammerte Prozentpunkte zählen als Streichergebnis nicht für das Mannschaftsergebnis)

### 2. Prüfung: Vereinigte Staaten
Die zweite Etappe des Nations Cups 2015 ist die einzige nicht-europäische Wertungsprüfung der Turnierserie. Wie im Vorjahr wurde die Prüfung im Rahmen des Global Dressage Festival in Wellington, Florida durchgeführt und ein besonderes Reglement verwendet. Dabei gingen die Reiter in nicht nur auf Grand Prix-Niveau an den Start, um den Sieger des Nationenpreises zu ermitteln. Stattdessen konnten die Reiter entweder im Grand Prix de Dressage und im Grand Prix Spécial oder im Prix St. Georges und in der Intermediaire I an den Start gehen. Um den Schwierigkeitsunterschied zu berücksichtigen, wurden die Ergebnisse der Grand Prix-Tour jeweils um einen Faktor von 1,5 Prozent pro Reiter erhöht.
Das CDIO 3*-Turnier in Wellington fand vom 24. bis 28. März 2015 statt.
|                  | Mannschaft            | Reiter                   | Pferde           | Prozent    | Prozent                      | Prozent           | Prozent    | Prozent               | Prozent     | Prozent | Wertungs- punkte |
| Prix St. Georges | Mannschaft            | Reiter                   | Pferde           | Grand Prix | 1. Tag (Grand Prix: + 1,5 %) | Inter- mediaire I | GP Spécial | 2. Tag (GPS: + 1,5 %) | Endergebnis |         | Wertungs- punkte |
| ---------------- | --------------------- | ------------------------ | ---------------- | ---------- | ---------------------------- | ----------------- | ---------- | --------------------- | ----------- | ------- | ---------------- |
| 1                | Vereinigte Staaten I  | Olivia LaGoy-Weltz       | Rassing's Lonoir | 71,605     | —                            | (71,605)          | 71,368     | —                     | (71,368)    |         |                  |
| 1                | Vereinigte Staaten I  | Kimberly Herslow         | Rosmarin         | 73,684     | —                            | 73,684            | 76,158     | —                     | 76,158      |         |                  |
| 1                | Vereinigte Staaten I  | Allison Brock            | Rosevelt         | —          | 72,200                       | 73,700            | —          | 74,255                | 75,755      |         |                  |
| 1                | Vereinigte Staaten I  | Laura Graves             | Verdades         | —          | 74,420                       | 75,920            | —          | 75,882                | 77,382      |         |                  |
| 1                | Vereinigte Staaten I  |                          |                  |            |                              | 223,304           |            |                       | 229,295     | 452,599 | 10               |
| 2                | Kanada I              | Diane Creech             | Robbie W         | 71,868     | —                            | 71,868            | 72,474     | —                     | (72,474)    |         |                  |
| 2                | Kanada I              | Chris von Martels        | Zilverstar       | 73,316     | —                            | 73,316            | 74,895     | —                     | 74,895      |         |                  |
| 2                | Kanada I              | Megan Lane               | Caravella        | —          | 69,940                       | (71,440)          | —          | 71,588                | 73,088      |         |                  |
| 2                | Kanada I              | Belinda Trussell         | Anton            | —          | 69,980                       | 71,480            | —          | 73,433                | 74,933      |         |                  |
| 2                | Kanada I              |                          |                  |            |                              | 216,664           |            |                       | 222,916     | 439,580 | 8                |
| 3                | Kanada II             | Tina Irwin               | Fancy That       | 68,211     | —                            | 68,211            | 70,368     | —                     | (70,368)    |         |                  |
| 3                | Kanada II             | Christilot Boylen        | Donatella        | 71,132     | —                            | 71,132            | 73,579     | —                     | 73,579      |         |                  |
| 3                | Kanada II             | Shannon Dueck            | Cantaris         | 69,921     | —                            | 69,921            | 71,000     | —                     | 71,000      |         |                  |
| 3                | Kanada II             | Jill Irving              | Degas            | —          | 66,620                       | (68,120)          | —          | 69,431                | 70,931      |         |                  |
| 3                | Kanada II             |                          |                  |            |                              | 209,264           |            |                       | 215,510     | 424,774 | —                |
| 4                | Vereinigte Staaten II | Christopher Hickey       | Ronaldo          | 69,184     | —                            | 69,184            | 72,289     | —                     | 72,289      |         |                  |
| 4                | Vereinigte Staaten II | Kasey Perry              | Dublet           | 73,816     | —                            | 73,816            | 71,079     | —                     | 71,079      |         |                  |
| 4                | Vereinigte Staaten II | Catherine Haddad Staller | Hotmail          | —          | 65,480                       | 66,980            | —          | 69,373                | 70,873      |         |                  |
| 4                | Vereinigte Staaten II |                          |                  |            |                              | 209,980           |            |                       | 214,241     | 424,221 | —                |
| 5                | Deutschland           | Neve Myburgh             | Bon Chance       | 67,895     | —                            | 67,895            | 70,395     | —                     | 70,395      |         |                  |
| 5                | Deutschland           | Michael Klimke           | Djamba Djokiba   | 70,895     | —                            | 70,895            | 69,763     | —                     | 69,763      |         |                  |
| 5                | Deutschland           | Patricia Koschel         | Leuchtfeuer      | (67,816)   | —                            | 67,816            | 69,316     | —                     | (69,316)    |         |                  |
| 5                | Deutschland           | Christoph Koschel        | Tiesto           | —          | 68,620                       | 70,120            | —          | 69,941                | 71,441      |         |                  |
| 5                | Deutschland           |                          |                  |            |                              | 208,910           |            |                       | 211,599     | 420,509 | 7                |

(Ausgeklammerte Prozentpunkte zählen als Streichergebnis nicht für das Mannschaftsergebnis)

### 3. Prüfung: Niederlande
Traditionell wird der niederländische Dressur-Nationenpreis beim CHIO Rotterdam durchgeführt. Das Turnier, bei dem auch die Springreiter ihren niederländischen Nationenpreis ausrichten, fand vom 17. bis zum 21. Juni 2015 statt. Die Dressurprüfungen waren als CDIO 5* ausgeschrieben.
In Rotterdam testete man einen neuen Modus für den Nationenpreis. Erste Prüfung für alle Teilnehmer war der Grand Prix de Dressage. Die Reiter der besten fünf Mannschaften des Grand Prix mussten zudem im Grand Prix Spécial oder in der Grand Prix Kür antreten, wobei pro Mannschaft maximal zwei Reiter pro Prüfung startberechtigt waren. Aus den Ergebnissen der gerittenen Prüfungen wurde dann ein durchschnittliches Mannschaftsergebnis ermittelt.
Es siegte im Nationenpreis deutlich die niederländische Equipe vor Schweden. Die deutsche Mannschaft kam auf den fünften Rang nach dem Grand Prix. Da die Mannschaft nur aus drei Pferd-Reiter-Paaren bestand und Bernadette Brune in der Grand Prix Kür aufgab, platzte die Equipe. In der Gesamtwertung wird sie trotzdem auf dem fünften Platz geführt.
|            | Mannschaft         | Reiter                     | Pferde                | Prozent                     | Prozent                     | Prozent                     | Wertungs- punkte |
| Grand Prix | Mannschaft         | Reiter                     | Pferde                | GP Spécial                  | GP Kür                      |                             | Wertungs- punkte |
| ---------- | ------------------ | -------------------------- | --------------------- | --------------------------- | --------------------------- | --------------------------- | ---------------- |
| 1          | Niederlande        | Patrick van der Meer       | Uzzo                  | 74,240                      | (74,529)                    | —                           |                  |
| 1          | Niederlande        | Diederik van Silfhout      | Arlando               | (74,180)                    | 77,098                      | —                           |                  |
| 1          | Niederlande        | Hans Peter Minderhoud      | Johnson               | 76,720                      | —                           | 81,050                      |                  |
| 1          | Niederlande        | Edward Gal                 | Undercover            | 76,160                      | —                           | 77,900                      |                  |
| 1          | Niederlande        |                            |                       | ⌀ 77,195                    | ⌀ 77,195                    | ⌀ 77,195                    | 15               |
| 2          | Schweden           | Kristian von Krusenstierna | Biggles               | (68,420)                    | 71,098                      | —                           |                  |
| 2          | Schweden           | Rose Mathisen              | Zuidenwind            | 70,900                      | (70,608)                    | —                           |                  |
| 2          | Schweden           | Paulinda Frieberg          | Di Lapponia T         | 71,260                      | —                           | 76,325                      |                  |
| 2          | Schweden           | Patrik Kittel              | Scandic               | 77,260                      | —                           | 81,875                      |                  |
| 2          | Schweden           |                            |                       | ⌀ 74,786                    | ⌀ 74,786                    | ⌀ 74,786                    | 13               |
| 3          | Vereinigte Staaten | Charlotte Jorst            | Nintendo              | 69,540                      | 71,333                      | —                           |                  |
| 3          | Vereinigte Staaten | Arlène Page                | Woodstock             | 71,360                      | —                           | 73,825                      |                  |
| 3          | Vereinigte Staaten | Shelly Francis             | Doktor                | (68,660)                    | 70,078                      | —                           |                  |
| 3          | Vereinigte Staaten | Kathleen Raine             | Breanna               | 69,980                      | —                           | (70,075)                    |                  |
| 3          | Vereinigte Staaten |                            |                       | ⌀ 71,019                    | ⌀ 71,019                    | ⌀ 71,019                    | 11               |
| 4          | Belgien            | Mario van Orshaegen        | Wilco V               | (67,080)                    | (69,039)                    | —                           |                  |
| 4          | Belgien            | Claudia Fassaert           | Donnerfee             | 69,780                      | —                           | 74,000                      |                  |
| 4          | Belgien            | Jorinde ver Wimp           | Tiamo                 | 68,920                      | 69,059                      | —                           |                  |
| 4          | Belgien            | Laurence Vanommeslaghe     | Avec Plaisir          | 71,080                      | —                           | 72,300                      |                  |
| 4          | Belgien            |                            |                       | ⌀ 70,857                    | ⌀ 70,857                    | ⌀ 70,857                    | 9                |
| 5          | Deutschland        | Kathleen Keller            | Daintree              | 68,980                      | —                           | 70,450                      |                  |
| 5          | Deutschland        | Stefan Frahm               | Damsey FRH            | 67,800                      | 63,922                      | —                           |                  |
| 5          | Deutschland        | Bernadette Brune           | Spirit of the Age OLD | 70,600                      | —                           | AUFG                        |                  |
| 5          | Deutschland        |                            |                       | AUSG (Grand Prix: ⌀ 69,980) | AUSG (Grand Prix: ⌀ 69,980) | AUSG (Grand Prix: ⌀ 69,980) | 7                |
| 6          | Großbritannien     | Alice Ruth Oppenheimer     | Headmore Delegate     | 68,080                      |                             |                             |                  |
| 6          | Großbritannien     | Hannah Biggs               | Weltzin               | 69,360                      |                             |                             |                  |
| 6          | Großbritannien     | Spencer Wilton             | Numberto              | 69,460                      |                             |                             |                  |
| 6          | Großbritannien     | Hayley Watson-Greaves      | Rubins Nite           | (64,440)                    |                             |                             |                  |
| 6          | Großbritannien     |                            |                       | ⌀ 68,967                    |                             |                             | 6                |
| 7          | Frankreich         | Pierre Bolla               | Badinda Altena        | 68,000                      |                             |                             |                  |
| 7          | Frankreich         | Stephanie Brieussel        | Amorak                | (67,000)                    |                             |                             |                  |
| 7          | Frankreich         | Ludovic Henry              | After You             | 69,280                      |                             |                             |                  |
| 7          | Frankreich         | Arnaud Serre               | Robinson de Lafont    | 69,520                      |                             |                             |                  |
| 7          | Frankreich         |                            |                       | ⌀ 68,933                    |                             |                             | 5                |

(Ausgeklammerte Prozentpunkte zählen als Streichergebnis nicht für das Mannschaftsergebnis)

### 4. Prüfung: Deutschland
Im Jahr 2015 wurde der deutsche Dressurnationenpreis nicht im Rahmen des (nicht durchgeführten) CHIO Aachen ausgetragen. Stattdessen wurde in Hagen am Teutoburger Wald der CDIO Hagen durchgeführt. Das CDIO 5*-Turnier findet vom 8. bis 12. Juni 2015 statt.
Für den Nationenpreis wurde hier der traditionelle Modus gewählt, bei dem ausschließlich der Grand Prix de Dressage am 9. Juli in die Wertung einfließt. Es siegte mit deutlichem Vorsprung die deutsche Mannschaft vor der Equipe Dänemarks und Spanien. Die Niederlande und Großbritannien, die in den letzten Jahren zu den stärksten Nationen im Dressursport zählten, waren ohne ihre stärksten Paare am Start und kamen auf die hinteren Plätze.
|   | Mannschaft         | Reiter                    | Pferde               | Prozent  | Wertungs- punkte |
| - | ------------------ | ------------------------- | -------------------- | -------- | ---------------- |
| 1 | Deutschland        | Hubertus Schmidt          | Imperio              | (72,500) |                  |
| 1 | Deutschland        | Jessica von Bredow-Werndl | Unee                 | 76,680   |                  |
| 1 | Deutschland        | Isabell Werth             | Don Johnson FRH      | 77,440   |                  |
| 1 | Deutschland        | Kristina Bröring-Sprehe   | Desperados FRH       | 81,160   |                  |
| 1 | Deutschland        |                           |                      | 235,280  | 15               |
| 2 | Dänemark           | Agnete Kirk Thinggaard    | JoJo                 | (67,660) |                  |
| 2 | Dänemark           | Daniel Bachmann Andersen  | Loxana               | 71,900   |                  |
| 2 | Dänemark           | Mikala Münter Gundersen   | My Lady              | 71,720   |                  |
| 2 | Dänemark           | Anna Kasprzak             | Donnperignon         | 76,000   |                  |
| 2 | Dänemark           |                           |                      | 219,620  | 13               |
| 3 | Spanien            | Jordi Domingo Coll        | Wonder               | (68,780) |                  |
| 3 | Spanien            | Claudio Castilla Ruiz     | Alcaide              | 68,980   |                  |
| 3 | Spanien            | José Daniel Martin Dockx  | Grandioso            | 71,620   |                  |
| 3 | Spanien            | Beatriz Ferrer-Salat      | Delgado              | 75,180   |                  |
| 3 | Spanien            |                           |                      | 215,780  | 11               |
| 4 | Russland           | Polina Afanasiewa         | Laetare              | (63,860) |                  |
| 4 | Russland           | Tatjana Dorofeewa         | Upperville           | 67,840   |                  |
| 4 | Russland           | Marina Aframeewa          | Vosk                 | 70,320   |                  |
| 4 | Russland           | Inessa Merkulowa          | Mister X             | 75,340   |                  |
| 4 | Russland           |                           |                      | 213,500  | 9                |
| 5 | Schweiz            | Antonella Joannou         | Dandy de la Roche CH | (67,620) |                  |
| 5 | Schweiz            | Birgit Wientzek Pläge     | For Compliment       | 69,680   |                  |
| 5 | Schweiz            | Anna-Mengia Aerne         | Raffaello va Bene    | 69,600   |                  |
| 5 | Schweiz            | Marcela Krinke Susmelj    | Molberg              | 71,760   |                  |
| 5 | Schweiz            |                           |                      | 211,040  | 7                |
| 6 | Niederlande        | Marjan van der Jagt       | Radetzky             | 68,240   |                  |
| 6 | Niederlande        | Kirsten Beckers           | Westpoint            | 70,220   |                  |
| 6 | Niederlande        | Diederick van Silfhout    | Bonzanjo             | 71,900   |                  |
| 6 | Niederlande        |                           |                      | 210,360  | 6                |
| 7 | Vereinigte Staaten | Arlène Page               | Woodstock            | 69,700   |                  |
| 7 | Vereinigte Staaten | Charlotte Jorst           | Nintendo             | 70,840   |                  |
| 7 | Vereinigte Staaten | Shelly Francis            | Doktor               | 69,460   |                  |
| 7 | Vereinigte Staaten | Kathleen Raine            | Breanna              | 66,320   |                  |
| 7 | Vereinigte Staaten |                           |                      | 210,000  | 5                |
| 8 | Großbritannien     | Emily Kate Cousins        | Solo Bachelorette    | (64,180) |                  |
| 8 | Großbritannien     | Hannah Biggs              | Weltzin              | 68,320   |                  |
| 8 | Großbritannien     | Lara Griffith             | Rubin al Asad        | 68,320   |                  |
| 8 | Großbritannien     | Anna Louise Ross          | Die Callas           | 69,200   |                  |
| 8 | Großbritannien     |                           |                      | 205,840  | 4                |

(Ausgeklammerte Prozentpunkte zählen als Streichergebnis nicht für das Mannschaftsergebnis)

### 5. Prüfung: Schweden
Erstmals seit 2009 wurde im Rahmen der Falsterbo Horse Show neben dem Nationenpreis der Springreiter auch wieder der Dressur-Nationenpreis durchgeführt. In den Jahren 2010 bis 2014 war hier stattdessen ein CDI 5*-Turnier mit Wertungsprüfung der World Dressage Masters ausgetragen worden. Die Falsterbo Horse Show in Skanör med Falsterbo fand im Zeitraum vom 9. bis 12. Juni 2015 statt.
Der bereits in Rotterdam angewandte Modus aus drei Wertungsprüfungen kam auch in Falsterbo zum Einsatz: Alle Reiter mussten im Grand Prix de Dressage und wahlweise im Grand Prix Spécial oder in der Grand Prix Kür starten. Aus den Durchschnitten von Grand Prix und Grand Prix Spécial/Grand Prix Kür wurde der Gesamtdurchschnitt gebildet, der das Mannschaftsergebnis bildete.
Schweden, dass keine Mannschaft nach Hagen entsandt hatte, dominierte dafür im heimischen Nationenpreis, der Abstand zur zweitplatzierten Equipe der Niederlande beträgt etwa 16 Prozentpunkte. Die Niederlande war mit zwei starken Paaren, aber ohne ein viertes Teilnehmerpaar als Streichergebnis am Start. Dennoch konnten sie sich vor Deutschland positionieren, dessen Mannschaft auf Rang drei kam.
|            | Mannschaft         | Reiter                     | Pferde        | Prozent    | Prozent  | Prozent  | Prozent  | Wertungs- punkte |
| Grand Prix | Mannschaft         | Reiter                     | Pferde        | GP Spécial | GP Kür   | Gesamt   |          | Wertungs- punkte |
| ---------- | ------------------ | -------------------------- | ------------- | ---------- | -------- | -------- | -------- | ---------------- |
| 1          | Schweden           | Emilie Nyreröd             | Miata         | 71,460     | 72,314   | —        |          |                  |
| 1          | Schweden           | Minna Telde                | Santana       | (66,300)   | (70,627) | —        |          |                  |
| 1          | Schweden           | Tinne Vilhelmson Silfvén   | Don Auriello  | 77,680     | —        | 82,200   |          |                  |
| 1          | Schweden           | Patrik Kittel              | Deja          | 77,500     | —        | 81,250   |          |                  |
| 1          | Schweden           |                            |               | ⌀ 75,547   | ⌀ 78,588 | ⌀ 78,588 | ⌀ 77,068 | 15               |
| 2          | Niederlande        | Mirelle Kemenade-Witlox    | Decor Vivaldo | 64,720     | 66,235   | —        |          |                  |
| 2          | Niederlande        | Katja Gevers               | Thriller      | 72,260     | —        | 74,275   |          |                  |
| 2          | Niederlande        | Patrick van der Meer       | Uzzo          | 73,720     | —        | 77,825   |          |                  |
| 2          | Niederlande        |                            |               | ⌀ 70,233   | ⌀ 72,788 | ⌀ 72,788 | ⌀ 71,511 | 13               |
| 3          | Deutschland        | Nadine Husenbeth           | Florida       | (69,480)   | (69,176) | —        |          |                  |
| 3          | Deutschland        | Matthias Bouten            | Ehrengold     | 69,820     | 69,824   | —        |          |                  |
| 3          | Deutschland        | Christoph Koschel          | Tiesto        | 69,660     | —        | 72,575   |          |                  |
| 3          | Deutschland        | Thomas Wagner              | Amoricello    | 70,700     | —        | 75,025   |          |                  |
| 3          | Deutschland        |                            |               | ⌀ 70,060   | ⌀ 72,475 | ⌀ 72,475 | ⌀ 71,268 | 11               |
| 4          | Dänemark           | Helene Melsen              | Aston Martin  | 66,960     | 67,216   | —        |          |                  |
| 4          | Dänemark           | Lena Leschly Aamann        | Fanero        | (64,700)   | (65,569) | —        |          |                  |
| 4          | Dänemark           | Lisbet Seierskilde         | Raneur        | 68,220     | —        | 70,025   |          |                  |
| 4          | Dänemark           | Andreas Helgstrand         | Stamina       | 71,040     | —        | 71,800   |          |                  |
| 4          | Dänemark           |                            |               | ⌀ 68,740   | ⌀ 69,714 | ⌀ 69,714 | ⌀ 69,227 | 9                |
| 5          | Spanien            | Severo Jesús Jurado López  | Daijoubo      | 68,380     | —        | 71,775   |          |                  |
| 5          | Spanien            | Alexandra Barbançon Mestre | Don Lorean    | 67,720     | 63,431   | —        |          |                  |
| 5          | Spanien            | Morgan Barbançon Mestre    | Vitana V      | 67,780     | 71,216   | —        |          |                  |
| 5          | Spanien            |                            |               | ⌀ 67,960   | ⌀ 68,807 | ⌀ 68,807 | ⌀ 68,384 | 6                |
| 6          | Vereinigte Staaten | Susan Dutta                | Currency      | 66,680     | 68,275   | —        |          |                  |
| 6          | Vereinigte Staaten | Devon Kane                 | Destiny       | (65,200)   | 65,490   | —        |          |                  |
| 6          | Vereinigte Staaten | Brian Hafner               | Lombardo      | 67,760     | —        | (59,300) |          |                  |
| 6          | Vereinigte Staaten | Catherine Haddad Staller   | Hotmail       | 69,920     | —        | 71,175   |          |                  |
| 6          | Vereinigte Staaten |                            |               | ⌀ 68,120   | ⌀ 68,313 | ⌀ 68,313 | ⌀ 68,217 | 6                |

(Ausgeklammerte Prozentpunkte zählen als Streichergebnis nicht für das Mannschaftsergebnis)

### 6. Prüfung: Vereinigtes Königreich
Anders als in den Vorjahren fand das britische Dressur-Nationenpreisturnier Dressage at Hickstead nicht zeitgleich mit der Royal International Horse Show (dem Nationenpreisturnier der Springreiter) statt, da dieses nur 10 Tage vor den Dressurwettbewerben bei den Europameisterschaften 2015 ausgetragen wird. Stattdessen fand das CDIO 3*-Turnier Dressage at Hickstead vom 15. bis 19. Juli 2015 statt.
In Hickstead waren nur vier Mannschaften am Start. Zum dritten Mal in der Saison 2015 gingen alle drei Prüfungen auf Grand Prix-Niveau in das Mannschaftsergebnis ein. Alle Reiter mussten im Grand Prix de Dressage und wahlweise im Grand Prix Spécial oder in der Grand Prix Kür starten. Die Ergebnisse jedes Reiters wurden addiert, unter Berücksichtigung eines eventuellen Streichergebnisses wurde dann der Durchschnitt der Equipe ermittelt.
Es siegte die dänische Mannschaft, Großbritannien kam unglücklich nur auf den zweiten Platz. Der Sieg in der Einzelwertung des Grand Prix und der Grand Prix Kür des CDIO ging jeweils deutlich an Carl Hester und Wanadoo, die nicht Teil der britischen Equipe waren, da es für das Pferd der erste Grand Prix überhaupt war.
|            | Mannschaft     | Reiter                 | Pferde            | Prozent    | Prozent | Prozent | Prozent   | Wertungs- punkte |
| Grand Prix | Mannschaft     | Reiter                 | Pferde            | GP Spécial | GP Kür  | Summe   |           | Wertungs- punkte |
| ---------- | -------------- | ---------------------- | ----------------- | ---------- | ------- | ------- | --------- | ---------------- |
| 1          | Dänemark       | Anders Dahl            | Wie-Atlantico     | 70,700     | —       | 74,850  | 145,550   |                  |
| 1          | Dänemark       | Sune Hansen            | Charmeur          | 65,780     | —       | 70,650  | 136,430   |                  |
| 1          | Dänemark       | Sidsel Johansen        | Alibi D           | 69,540     | 70,529  | —       | 140,069   |                  |
| 1          | Dänemark       |                        |                   |            |         |         | ⌀ 140,683 | 10               |
| 2          | Großbritannien | Henriette Andersen     | Warlocks Charm    | 68,380     | —       | 71,475  | 139,855   |                  |
| 2          | Großbritannien | Alice Ruth Oppenheimer | Headmore Delegate | 68,660     | 70,235  | —       | 138,895   |                  |
| 2          | Großbritannien | Hayley Watson-Greaves  | Rubins Nite       | 68,140     | —       | 71,800  | 139,940   |                  |
| 2          | Großbritannien | Spencer Wilton         | Numberto          | 61,980     | 64,216  | —       | (126,196) |                  |
| 2          | Großbritannien |                        |                   |            |         |         | ⌀ 139,563 | 8                |
| 3          | Schweden       | Johanne Due Boje       | Don Corleone      | 62,120     | 66,118  | —       | (128,238) |                  |
| 3          | Schweden       | Malin Hamilton         | Fleetwood         | 68,200     | —       | 73,075  | 141,275   |                  |
| 3          | Schweden       | Ebba van Essen         | Yantuge           | 68,440     | —       | 71,625  | 140,065   |                  |
| 3          | Schweden       | Maria von Essen        | Ferdi             | 66,260     | 69,196  | —       | 135,456   |                  |
| 3          | Schweden       |                        |                   |            |         |         | ⌀ 138,932 | 7                |
| 4          | Südafrika      | Katherine Berning      | Brisbane          | 64,760     | 65,098  | —       | 129,858   |                  |
| 4          | Südafrika      | Cherie Burger          | Adelprag Anders   | 63,100     | —       | 66,600  | (129,700) |                  |
| 4          | Südafrika      | Denise Hallion         | Wer Vel Wind      | 66,020     | 64,686  | —       | 130,706   |                  |
| 4          | Südafrika      | Tanya Seymour          | Ramoneur          | 65,640     | —       | 69,700  | 135,340   |                  |
| 4          | Südafrika      |                        |                   |            |         |         | ⌀ 131,968 | 6                |

(Ausgeklammerte Prozentpunkte zählen als Streichergebnis nicht für das Mannschaftsergebnis)

## Gesamtwertung
Nachdem in den beiden Vorjahren die Niederlande dominierte, entwickelte sich die Saison 2015 zum Ende hin zu einem Dreikampf zwischen drei Equipen: Es siegte Deutschland mit 39 Wertungspunkten. Die Niederlande und die Vereinigten Staaten kamen beide auf 35 Punkte.
Da die beiden Nationenpreise von Hagen und Falsterbo am selben Wochenende stattfanden, konnten die Mannschaften nur bei einem dieser beiden Turniere Wertungspunkte sammeln. Soweit eine Nation in beiden Prüfungen am Start war, ging die bessere Punktewertung in die Gesamtwertung ein.
|    |                    | FRA | USA | NED | GER | SWE  | GBR | Wertungs- punkte |
| -- | ------------------ | --- | --- | --- | --- | ---- | --- | ---------------- |
| 1  | Deutschland        | 10  | 7   | 7   | 15  | (11) | –   | 39               |
| 2  | Niederlande        | 7   | –   | 15  | (6) | 13   | –   | 35               |
| 3  | Schweden           | –   | –   | 13  | –   | 15   | 7   | 35               |
| 4  | Vereinigte Staaten | –   | 10  | 11  | (5) | 6    | –   | 27               |
| 5  | Dänemark           | –   | –   | –   | 13  | (9)  | 10  | 23               |
| 6  | Großbritannien     | –   | –   | 6   | 4   | –    | 8   | 18               |
| 7  | Russland           | 5   | –   | –   | 9   | –    | –   | 14               |
| 8  | Frankreich         | 8   | –   | 4   | –   | –    | –   | 12               |
| 9  | Spanien            | –   | –   | –   | 11  | (6)  | –   | 11               |
| 10 | Belgien            | –   | –   | 9   | –   | –    | –   | 9                |
| 11 | Kanada             | –   | 8   | –   | –   | –    | –   | 8                |
| 12 | Schweiz            | –   | –   | –   | 7   | –    | –   | 7                |
| 13 | Italien            | 6   | –   | –   | –   | –    | –   | 6                |
| 13 | Südafrika          | –   | –   | –   | –   | –    | 6   | 6                |